# Nobuhiro Watsuki
Nobuhiro Watsuki (和月), född 26 maj 1970, är en japansk serieskapare, som bland annat har skapat serien Rurouni Kenshin. One Pieces skapare Eiichiro Oda och Shaman Kings skapare Hiroyuki Takei jobbade som assistenter åt honom under skapandet av Rurouni Kenshin.